# Mukov (hradiště)
Mukov je pravěké hradiště v okrese Teplice. Nachází se na vrcholu čedičové hory Hradišťany asi 2,5 kilometru východně od vesnice Mukov. Od roku 1964 je chráněno jako kulturní památka. Většina plochy hradiště je pro svou botanickou hodnotu chráněna také jako přírodní rezervace Hradišťanská louka.

## Historie
Na lokalitě byly nalezeny dvě kamenné neolitické sekery, bronzové sekery z přelomu střední a mladší doby bronzové a keramické střepy výrobků lidu knovízské kultury. Hradiště pravděpodobně nebylo trvale osídleno, ale plnilo funkci posvátného okrsku, se kterým mohlo být spojeno např. zpracování kovů.

## Stavební podoba
Dvojice kamenných valů dělí prostor hradiště do dvou areálů. Oba mají rozlohu asi 3,5 hektarů. Vnitřní část zvaná akropole zaujala prostor vrcholové plošiny pokryté loukou. Předhradí ji obklopovalo ze tří stran kromě jihu. Dochované valy jsou zbytky hradeb postavených z nasucho kladených kamenů. Jejich síla se pohybovala okolo tří metrů a dosahovaly výšky přibližně dvou metrů. Starší literatura uvádí výšku až patnáct metrů. Několik mezer ve valech bývalo považováno za vstupní brány, ale je pravděpodobné, že jde až o novodobá narušení. Předpokládaný původní vstup vedl přímo do akropole od jihovýchodu a do předhradí se vstupovalo branou v severovýchodní části vnitřního valu. Brána akropole byla narušena stavbou přístřešku pro pastevce.

## Přístup
Hradiště je přístupné odbočkou z červeně značené turistické trasy z Třebívlic na Milešovku.